# Тагути, Рёити
Рёити Тагути (яп. 田口良一 Тагути Рёити, род. 1 декабря 1986 года в Токио) — японский боксёр-профессионал, выступающий в первой наилегчайшей (Light flyweight; до 49 кг.) весовой категории. Чемпион мира (по версии первой WBA в первой наилегчайшей весовой категории, 2014—2018).

## Профессиональная карьера
Тагути дебютировал на профессиональном ринге в июле 2006 года. 
В 10-м бою на профи ринге потерпел первое поражение, в 2009 году проиграл близким решением судей соотечественнику Масаёси Сэгаве. 
В марте 2012 года в бою за титул чемпиона Японии. свёл вничью поединок с Масаюки Куродой. 
В апреле 2013 года завоевал титул чемпиона Японии, победил по очкам небитого ранее Юки Тинэна (13-0). 
2 ноября 2013 года потерпел второе поражение на профи ринге, проиграл по очкам соотечественнику Наое Иноуэ (3-0), став первым боксёром, продержавшимся с ним до конца боя.
5 июля 2014 года Рёити победил по очкам бывшего чемпиона мира в минимальном весе, филиппинца, Флоранте Кондеса.

#### Чемпионский бой с Альберто Росселя
31 декабря 2014 года Рёити Тагути победил по очкам перуанца Альберто Росселя и стал новым чемпионом мира по версии WBA.

#### Объединительный бой с Миланом Мелиндо
31 декабря 2017 года Рёити Тагути победил по очкам филиппинца Милана Мелиндо и завоевал титулы чемпиона мира по версиям WBA (super) и IBF.

#### Бой с Хекки Бадлером
20 мая 2018 года Рёити Тагути уступил по очкам боксёру с ЮАР Хекки Бадлеру и утратил титулы чемпиона мира по версиям WBA (super) и IBF.